# Trevon Young
Trevon Young (Baltimora, 25 gennaio 1995) è un giocatore di football americano statunitense che milita nel ruolo di linebacker per i Massachusetts Pirates della Indoor Football League (IFL).

## Carriera

### Los Angeles Rams
Young fu scelto nel corso del sesto giro (205º assoluto) del Draft NFL 2018 dai Los Angeles Rams. Fu svincolato il 5 novembre 2018, firmando poi per la squadra di allenamento. Fu promosso nel roster attivo l'11 dicembre 2018. La prima gara come professionista la disputò nel quarto turno contro i Minnesota Vikings senza fare registrare alcuna statistica. La sua stagione da rookie si chiuse con 2 presenze. Nei playoff, i Rams batterono i Cowboys e i Saints, qualificandosi per il loro primo Super Bowl dal 2001, person contro i New England Patriots.

### Cleveland Browns
Il 3 dicembre 2019 Young firmò con i Cleveland Browns.

## Palmarès

### Franchigia
- National Football Conference Championship: 1

Los Angeles Rams: 2018